# Darwiniothamnus tenuifolius
Darwiniothamnus tenuifolius es una especie de planta fanerógama perteneciente a la familia Asteraceae.

## Distribución
Es un endemismo de Ecuador donde se encuentra en las Islas Galápagos.

## Taxonomía
Darwiniothamnus tenuifolius fue descrita por (Hook.f.) Harling y publicado en Acta Horti Bergiani 20(3): 109. 1962.
Sinonimia
- Darwiniothamnus tenuifolius subsp. santacruzensis Harling
- Darwiniothamnus tenuifolius subsp. tenuifolius
- Darwiniothamnus tenuifolius var. tenuifolius
- Erigeron tenuifolius Hook.f.
- Erigeron tenuifolius subsp. tenuifolius[3]